# Ryōtarō Araki
Ryōtarō Araki (jap. 荒木 遼太郎, Araki Ryōtarō; * 29. Januar 2002 in Yamaga, Präfektur Kumamoto) ist ein japanischer Fußballspieler.

## Karriere
Ryōtarō Araki erlernte das Fußballspielen in der Schulmannschaft der Higashi Fukuoka High School in Fukuoka. Seinen ersten Vertrag unterschrieb er 2020 bei den Kashima Antlers. Der Verein aus Kashima spielt in der höchsten Liga des Landes, der J1 League. Nach 88 Ligaspielen, in denen er 13 Treffer erzielte, wechselte er im Februar 2024 auf Leihbasis zum ebenfalls in der ersten Liga spielenden FC Tokyo. Für den Verein bestritt er 29 Ligaspiele. Hierbei erzielte er sieben Treffer. Nach der Ausleihe kehrte er im Februar zu den Antlers zurück.